# Piyachart Tamaphan
Piyachart Tamaphan (tiếng Thái: ปิยะชาติ ถามะพันธ์), còn được biết với tên đơn giản Matt (tiếng Thái: แมท) là một cầu thủ bóng đá người Thái Lan thi đấu ở vị trí hậu vệ trái.

## Sự nghiệp quốc tế
Vào tháng 1 năm 2010, Piyachart được triệu tập bởi Bryan Robson để thi đấu cho Thái Lan tại Cúp Nhà vua Thái Lan 2010. Vào tháng 5 năm 2010, Todsapol được triệu tập trong trận giao hữu trước Nam Phi.

### Quốc tế
Tính đến 28 tháng 3 năm 2017
| Đội tuyển quốc gia | Năm  | Số trận | Bàn thắng |
| ------------------ | ---- | ------- | --------- |
| Thái Lan           | 2010 | 2       | 0         |
| Thái Lan           | 2012 | 2       | 0         |
| Thái Lan           | Tổng | 4       | 0         |

## Danh hiệu

### Câu lạc bộ
Muangthong United
- Giải bóng đá Ngoại hạng Thái Lan (2): 2009, 2012

Bangkok Glass
- Cúp Hiệp hội Bóng đá Thái Lan (1): 2014